# Paulx
Paulx (bretonisch: Palud) ist eine französische Gemeinde mit 2.042 Einwohnern (Stand: 1. Januar 2022) im Département Loire-Atlantique in der Region Pays de la Loire. Paulx gehört zum Arrondissement Nantes und zum Kanton Machecoul-Saint-Même.
Die Einwohner werden Palucéens und Palucéennes genannt.

## Geographie
Paulx liegt an der Grenze der Landschaften Pays de Retz und Pays de Nantais etwa 30 Kilometer südwestlich von Nantes. Der Fluss Tenu begrenzt die Gemeinde im Nordosten.

### Nachbargemeinden
Umgeben ist Paulx von den Nachbargemeinden Machecoul-Saint-Même im Norden und Westen, La Marne im Nordosten, Saint-Étienne-de-Mer-Morte im Osten und Südosten, La Garnache im Süden und Südwesten sowie Bois-de-Céné im Westen und Südwesten.

## Bevölkerungsentwicklung
| Jahr      | 1962 | 1968 | 1975 | 1982 | 1990 | 1999 | 2006 | 2017 |
| --------- | ---- | ---- | ---- | ---- | ---- | ---- | ---- | ---- |
| Einwohner | 1574 | 1516 | 1382 | 1348 | 1311 | 1355 | 1779 | 1981 |

## Sehenswürdigkeiten
- Kirche Saint-Pierre, 1875 wiedererrichtet
- Kapelle Notre-Dame in Le Pont aus dem 19. Jahrhundert
- Kapelle Saint-Clair in La Patelière aus dem 18. Jahrhundert
- Häuser Ilaire, La Patelière (jeweils aus dem 19. Jahrhundert) und Girairière
- Schloss La Choltière mit Kapelle von 1749
- Zehn Mühlen aus dem 19. Jahrhundert